# Isidre Grañé
Isidre Grañé i Castanera (Barcelona, 1898 - Campo de la Bota (Barcelona), 5 de noviembre de 1939), fue un trabajador y sindicalista de Cataluña, España, activo militante de Esquerra Republicana de Catalunya. Miembro de una familia acomodada del barrio de Sants de Barcelona, su tío Josep Grañé fue alcalde de Sants cuando este era un pueblo independiente de Barcelona.
Durante los años anteriores a la proclamación de la República trabajaba en un taller textil en Barcelona y entró en contacto con los anarcosindicalistas próximos a Salvador Seguí y Ángel Pestaña. Después trabajó en la fábrica textil de la Colonia Güell, en Santa Coloma de Cervelló, donde fue un destacado líder sindical. En 1934 la empresa atravesó una crisis económica y se creó una "Comisión Administrativa" formada por sindicalistas y técnicos, de la que Isidre Grañé formó parte. Fue Presidente del comité de empresa de la fábrica en la Guerra Civil durante el proceso de colectivización. Al acabar el conflicto, lejos de huir, permaneció en la empresa, participando en la devolución a sus dueños que llegaron a la misma poco después del 25 de enero de 1939 cuando la localidad fue tomada por las tropas franquistas. Sin embargo, fue detenido, encerrado en la cárcel Modelo, juzgado en un consejo de guerra sumarísimo y condenado a muerte, siendo ejecutado en noviembre de 1939.